# Blaue Grotte (Kastelorizo)

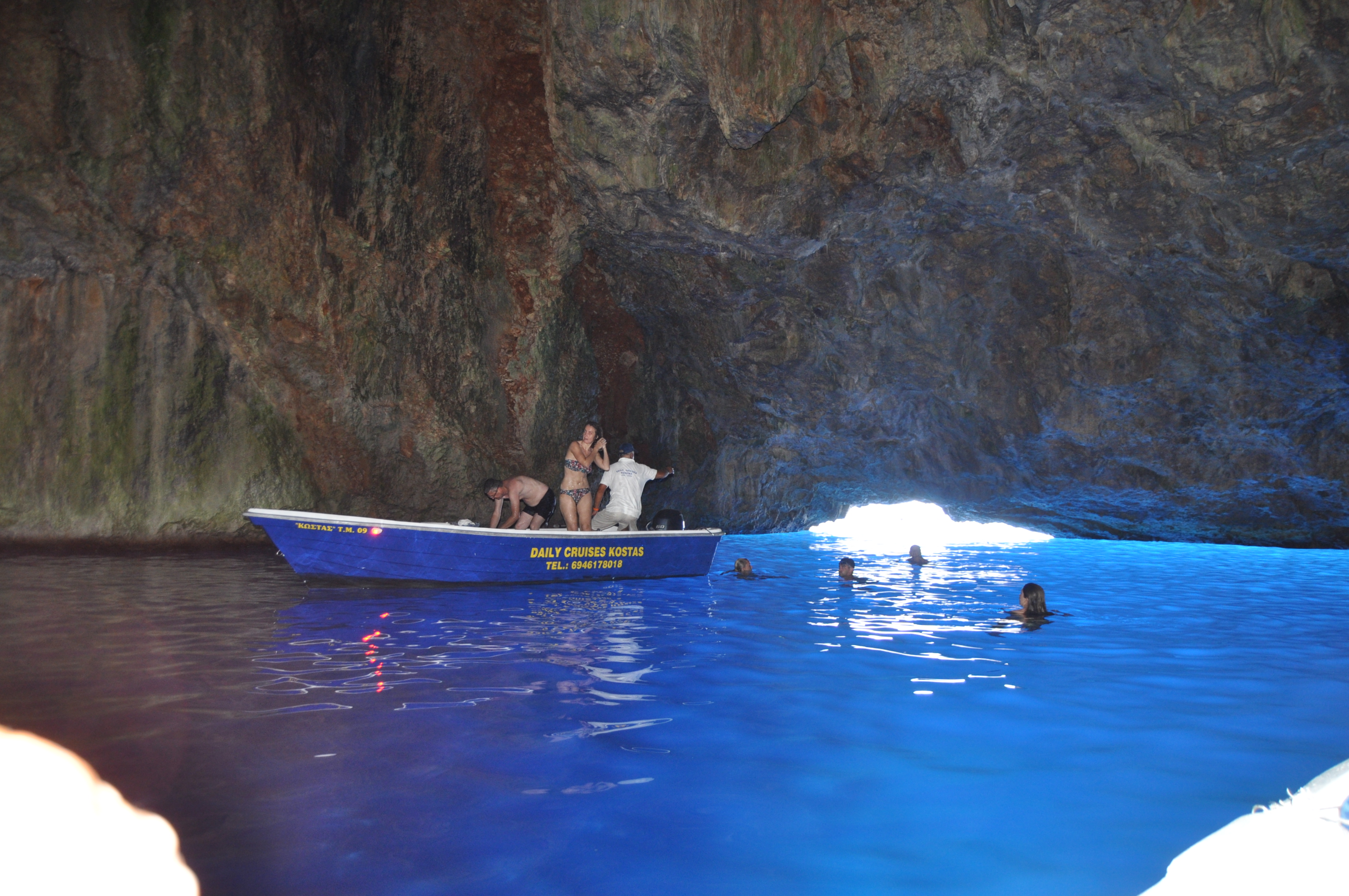
Die Blaue Grotte von Kastelorizo; im Hintergrund die sonnenerleuchtete Einfahrt

Die Blaue Grotte (auch Parastas-Grotte, und da sie einst häufig von Mittelmeer-Mönchsrobben (Monachus monachus) aufgesucht wurde, auch Phokiali (Φώκιαλη), (Zuflucht der Robben), genannt) ist eine bekannte Sehenswürdigkeit auf der etwa 125 km östlich von Rhodos im Dodekanes gelegenen griechischen Insel Kastelorizo. 
Die Grotte befindet sich an der Südostküste der Insel. Sie besteht aus zwei miteinander verbundenen Sälen und ist etwa 75 m lang, 25–30 m breit und 25–35 m hoch und somit größer als die berühmte Blaue Grotte auf der italienischen Insel Capri. Sie entstand durch Verkarstungs-Auswaschungen während des Pleistozän und ist reich an Stalaktiten.
Der nur etwa 1 m hohe Zugang vom Meer erlaubt nur kleinen Booten und nur bei ruhiger See die Einfahrt. Das durch das Wasser reflektierte Sonnenlicht taucht das Höhleninnere in strahlend azurblaue Farbe. Die beste Tageszeit zum Besuch ist der Vormittag, wenn die Sonne im Osten und Süden steht. Boote bringen Besucher vom Inselhafen Mandraki zur Grotte, in der man schwimmen und tauchen kann.
In der zweiten Kammer befindet sich ein Kiesbett, das von Mönchsrobben gern als Ruheplatz genutzt wird. 